# Shiremanstown
Shiremanstown es un borough ubicado en el condado de Cumberland en el estado estadounidense de Pensilvania. En el año 2000 tenía una población de 1,521 habitantes y una densidad poblacional de 1,971.4 personas por km².

## Geografía
Shiremanstown se encuentra ubicado en las coordenadas 40°13′22″N 76°57′15″O / 40.22278, -76.95417.

## Demografía
Según la Oficina del Censo en 2000 los ingresos medios por hogar en la localidad eran de $43,971 y los ingresos medios por familia eran $55,268. Los hombres tenían unos ingresos medios de $37,500 frente a los $30,326 para las mujeres. La renta per cápita para la localidad era de $21,812. Alrededor del 5% de la población estaba por debajo del umbral de pobreza.